# Gisela Toews

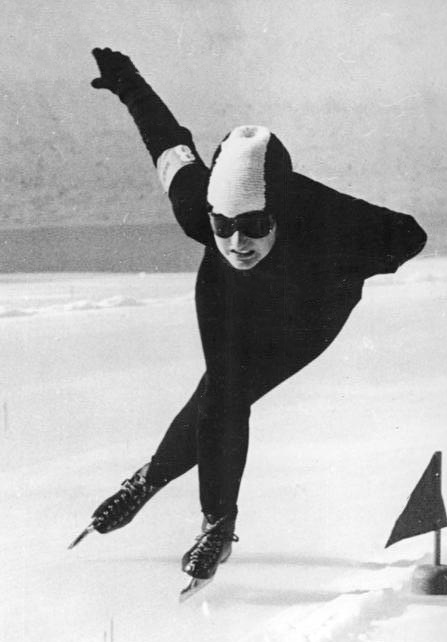
Gisela Toews, 1960

Gisela Toews (* 27. September 1940) ist eine ehemalige deutsche Eisschnellläuferin, welche für den SC Wismut Karl-Marx-Stadt und die Deutsche Demokratische Republik Wettkämpfe bestritten hat. Sie nahm 1960 mit der gesamtdeutschen Mannschaft an den Olympischen Winterspielen im US-amerikanischen Squaw Valley teil.

## Karriere
Sie wurde für die Olympischen Winterspiele 1960 in Squaw Valley nominiert und dürfte über die 1500 Meter und über die 3000 Meter an den Start gehen. Den Lauf über 1500 Meter beendete sie auf den 22. Platz und den Lauf über die 3000 Meter auf den 17. Platz.